# Eero Roine
Eero Rafael Roine (ur. 10 lutego 1904 w Turku, zm. 8 czerwca 1966 tamże) – fiński aktor. Podczas swojej długiej kariery pojawiał się zarówno w filmach i telewizji. Aktorka Eila Roine jest jego córką.

## Wybrana filmografia
- Tukkijoella (1937)
- Ihmiset suviyössä (1948)
- Kipparikvartetti (1952)
- Opri (1954)
- Kuu on vaarallinen (1962)